# Xã McKee, Quận Adams, Illinois
Xã McKee (tiếng Anh: McKee Township) là một xã thuộc quận Adams, tiểu bang Illinois, Hoa Kỳ. Năm 2010, dân số của xã này là 171 người.